# China Grove (Texas)
China Grove ist eine Stadt (Town) im Bexar County im US-Bundesstaat Texas. Der Name geht möglicherweise auf einen Hain von Zedrachbäumen (in amerikanischem Englisch unter anderem chinaberry tree) zurück. Der Ort liegt etwa 15 Kilometer östlich der Innenstadt von San Antonio an der US-87 auf 196 Metern Höhe. Er entstand um 1900 und hatte vor 1940 eine Kirche und eine Schule. Nach dem Zweiten Weltkrieg wuchs China Grove und wurde in den 1960er Jahren als eigenständige Gemeinde eingetragen. Die Bevölkerung nahm bis 2000 auf 1247 Einwohner zu. Der US-Census von 2020 erfasste 1.141 Einwohner.
Das gleichnamige Lied von den Doobie Brothers aus dem Jahr 1972 geht laut Sänger Tom Johnston auf eine vergessene Erinnerung an den Namen auf dem Ortsschild zurück. Seiner Erinnerung nach schrieb er den Text und erfuhr 1975, das der Ort existiert.